# Ball Corporation
Die Ball Corporation, gegründet 1880 als Ball Brothers Glass Manufacturing Company, ist ein US-amerikanischer Mischkonzern mit Hauptsitz in Broomfield (Colorado). Ursprünglich ein Hersteller von Verpackungen aus Glas, ist Ball heute weltgrößter Hersteller von Aluminiumdosen und auch in der Luft- und Raumfahrttechnik tätig.
Die Ball Corporation ist im Aktienindex S&P 500 gelistet. Der Konzern zählt weltweit über 100 Standorte.

## Geschichte
Das Geschäft mit Verpackungen für Haushalte (Dosen) wurde 1993 ausgegliedert in die Firma Alltrista (inzwischen umbenannt in Jarden Corporation). Zu den Tochterunternehmen gehören des Weiteren Ball Aerospace und Ball Packaging Europe.
Zum 30. Juni 2016 wurde die Übernahme des britischen Konkurrenten Rexam vollzogen. Nach einer kartellrechtlichen Prüfung durch die EU-Kommission musste der nunmehrige Marktführer jedoch 22 Werke abgeben. Den Zuschlag hierfür erhielt die Ardagh Group.